# Драбівський район
Дра́бівський райо́н — колишня адміністративно-територіальна одиниця Черкаської області. Площа — 1 160,6 км² (5,55 % від площі області). Адміністративний центр — смт Драбів.

## Географія
Район розташований у лісостеповій фізико-географічній зоні на лівому березі Дніпра. Межує з Золотоніським та Чорнобаївським районами Черкаської області, Яготинським районом Київської області та Гребінківським районом Полтавської області.
Найбільші річки: Супій, Чумгак, Золотоношка.

### Природно-заповідний фонд
На території району розташовано 8 заказників заказник місцевого значення: Безбородьківський, Білоусівський, Степанківський, Козацьке, Заплавський, Старорічище, Свічківський, Бабарська оболонь, а також 3 пам'ятки природи: Ведмежий горіх, Тирса та Тарасова криниця.

## Історія
Район утворений 3 березня 1923 року. З часу утворення до 1925-го входив до складу Золотоніської округи Полтавської губернії. З червня 1925-го до Прилуцької округи. З 9 лютого 1932 року входив до складу Харківської області. З 1937 року по 1954 рік — у складі Полтавської області.
Станом на 1 вересня 1946 року в складі району перебувало 40 населених пунктів, які підпорядковувались 15 сільським радам. З них 18 сіл, 17 хуторів і 5 селищ:
- села: Білоусівка, Бойківщина, Вершина-Згарська, Драбів, Дунинівка, Золотоношка, Коломиці, Криштопівка, Мехедівка (кол. Деркачівка), Митлашівка, Нехайки, Михайлівка, Олімпіадівка, Павлівщина, Перервинці, Погреби, Рождественське, Свічківка, Чернещина;
- хутори: Григорівка, Деркачівка—Зелений Гай, Зелений Гай, Карабани, Ковтунівка, Козаче, Козорізи, Кохнівка, Красний, Незаможник, Нерознако-Павлівський, Остапівка, Пасівка, Старосілля, Хомівщина, Чумгак, Чумкак;
- селища: радгоспу ім Андреєва, залізничної станції Мехедівка, залізничної станції Драбове-Барятинська, відділу радгоспу «Петрівка», залізничної станції Писарщина.

З 7 січня 1954 року район увійшов до складу утвореної Черкаської області. У 1959 році до його складу ввійшов сусідній Шрамківський район. У 1965 році частина території відійшла до складу Канівського та Золотоніського районів.
День визволення району від німецько-фашистських військ 22 вересня 1943 року.
17 липня 2020 року район повністю увійшов до складу Золотоніського району в рамках укрупнення районів в України під час адміністративної реформи.

## Транспорт
Територію району пролягають залізничні колії Москва—Одеса та Київ—Харків. Майже через усю Драбівщину проходить магістральний газопровід Уренгой—Помари—Ужгород.

## Населення
Розподіл населення за віком та статтю (2001):
| Стать | Всього | До 15 років | 15-24 | 25-44 | 45-64 | 65-85 | Понад 85 |
| --- | ------ | ----------- | ----- | ----- | ----- | ----- | -------- |
| Чоловіки | 19 413 | 3631        | 2251  | 5570  | 5284  | 2576  | 101      |
| Жінки | 23 502 | 3377        | 2194  | 5499  | 6289  | 5643  | 500      |
| \| Статево-вікова піраміда \| Статево-вікова піраміда \| Статево-вікова піраміда \| \| ----------------------- \| ----------------------- \| ----------------------- \| \| Чоловіки \| Вік \| Жінки \| \| 101 \| 85 + \| 500 \| \| 168 \| 80-84 \| 689 \| \| 578 \| 75-79 \| 1617 \| \| 959 \| 70-74 \| 1955 \| \| 871 \| 65-69 \| 1382 \| \| 1583 \| 60-64 \| 2146 \| \| 995 \| 55-59 \| 1237 \| \| 1299 \| 50-54 \| 1456 \| \| 1407 \| 45-49 \| 1450 \| \| 1515 \| 40-44 \| 1483 \| \| 1390 \| 35-39 \| 1360 \| \| 1362 \| 30-34 \| 1364 \| \| 1303 \| 25-29 \| 1292 \| \| 1106 \| 20-24 \| 1016 \| \| 1145 \| 15-20 \| 1178 \| \| 1470 \| 10-14 \| 1397 \| \| 1244 \| 5-9 \| 1152 \| \| 917 \| 0-4 \| 828 \| |        |             |       |       |       |       |          |
| Статево-вікова піраміда |        |             |       |       |       |       |          |
| Чоловіки | Вік    | Жінки       |       |       |       |       |          |
| 101 | 85 +   | 500         |       |       |       |       |          |
| 168 | 80-84  | 689         |       |       |       |       |          |
| 578 | 75-79  | 1617        |       |       |       |       |          |
| 959 | 70-74  | 1955        |       |       |       |       |          |
| 871 | 65-69  | 1382        |       |       |       |       |          |
| 1583 | 60-64  | 2146        |       |       |       |       |          |
| 995 | 55-59  | 1237        |       |       |       |       |          |
| 1299 | 50-54  | 1456        |       |       |       |       |          |
| 1407 | 45-49  | 1450        |       |       |       |       |          |
| 1515 | 40-44  | 1483        |       |       |       |       |          |
| 1390 | 35-39  | 1360        |       |       |       |       |          |
| 1362 | 30-34  | 1364        |       |       |       |       |          |
| 1303 | 25-29  | 1292        |       |       |       |       |          |
| 1106 | 20-24  | 1016        |       |       |       |       |          |
| 1145 | 15-20  | 1178        |       |       |       |       |          |
| 1470 | 10-14  | 1397        |       |       |       |       |          |
| 1244 | 5-9    | 1152        |       |       |       |       |          |
| 917 | 0-4    | 828         |       |       |       |       |          |

Національний склад населення за даними перепису 2001 року:
| Національність | Кількість осіб | Відсоток |
| -------------- | -------------- | -------- |
| українці       | 41785          | 97,59 %  |
| росіяни        | 736            | 1,72 %   |
| білоруси       | 70             | 0,16 %   |
| вірмени        | 39             | 0,09 %   |
| молдовани      | 36             | 0,08 %   |
| інші           | 152            | 0,35 %   |

Мовний склад населення за даними перепису 2001 року:
| Мова       | Кількість осіб | Відсоток |
| ---------- | -------------- | -------- |
| українська | 41966          | 98,01 %  |
| російська  | 668            | 1,56 %   |
| білоруська | 40             | 0,09 %   |
| угорська   | 30             | 0,07 %   |
| молдовська | 24             | 0,06 %   |
| інші       | 90             | 0,21 %   |

В районі налічується 51 населений пункт, які підпорядковуються двом селищним та 31 сільській радам. Населення — 37,2 тисяч осіб (3,3 % від населення області), у тому числі: сільське 27,5 тисяч осіб, міське 9,7 тисяч осіб.

## Політика
25 травня 2014 року відбулися Президентські вибори України. У межах Драбівського району було створено 48 виборчих дільниць. Явка на виборах складала — 69,04 % (проголосували 20 186 із 29 239 виборців). Найбільшу кількість голосів отримав Петро Порошенко — 47,08 % (9 503 виборців); Юлія Тимошенко — 18,37 % (3 708 виборців), Олег Ляшко — 16,12 % (3 254 виборців), Анатолій Гриценко — 9,73 % (1 964 виборців). Решта кандидатів набрали меншу кількість голосів. Кількість недійсних або зіпсованих бюлетенів — 0,75 %.

## Відомі уродженці
- Василь Романюк (1910—1993) — радянський інструктор-випробувач парашутів, Заслужений тренер СРСР з парашутного спорту, полковник.
- Віктор Жагала (1911—1987) — радянський офіцер-артилерист, Герой Радянського Союзу (1943).
- Іван Степаненко (1920—2007) — радянський військовий льотчик, Двічі Герой Радянського Союзу, в роки Німецько-радянської війни заступник командира авіаескадрильї 4-го винищувального авіаційного полку.
- Пантелеймон Гнучий (1925—1999) — радянський офіцер, Герой Радянського Союзу, в роки радянсько-німецької війни стрілець 105-го гвардійського стрілецького полку 34-ї гвардійської Єнакіївської Червонопрапорної стрілецької дивізії 46-ї армії 3-го Українського фронту, гвардії рядовий.
- Сергій Баштан (1927—2017) — український бандурист, педагог, композитор.
- Григорій Вовчинський (1988) — український лижник, біатлоніст, паралімпійський чемпіон 2014 року.